# Limitations de vitesse en Géorgie
 (mars 2009).
Si vous disposez d'ouvrages ou d'articles de référence ou si vous connaissez des sites web de qualité traitant du thème abordé ici, merci de compléter l'article en donnant les références utiles à sa vérifiabilité et en les liant à la section « Notes et références ».

Panneaux présentant l'ensemble des limitations de vitesse

En Géorgie (abréviation officielle: GEO), les limitations de vitesse sont les suivantes :
- 60 km/h en ville
- 90 km/h hors agglomération
- 100 km/h sur route à chaussées séparées
- 110 km/h sur les autoroutes (pour le moment seulement sur la route S1 en partie de Tbilissi jusqu'à Khashouri)